# Tariq Woolen
Tariq „Riq“ Woolen (geboren am 2. Mai 1999 in Fort Worth, Texas) ist ein US-amerikanischer American-Football-Spieler auf der Position des Cornerbacks. Er spielte College Football für die University of Texas at San Antonio und wurde im NFL Draft 2022 in der fünften Runde von den Seattle Seahawks ausgewählt.

## College
Woolen besuchte die Arlington Heights High School in seiner Heimatstadt Fort Worth, Texas, wo er Basketball und Football spielte sowie als Sprinter aktiv war. Ab 2017 ging er auf die University of Texas at San Antonio (UTSA), um als Wide Receiver College Football für die UTSA Roadrunners zu spielen. Nach einem Redshirtjahr fing er in der Saison 2018 15 Pässe für 158 Yards und einen Touchdown, in seiner zweiten Spielzeit am College fing er neun Pässe für 105 Yards. Gegen Ende der Saison begann er, auch für die Position des Cornerbacks in der Defense zu trainieren und wurde im letzten Spiel der Saison erstmals in der Defensive eingesetzt. In der Vorbereitung auf die Saison 2020 konzentrierte Woolen sich auf seine neue Position als Cornerback, auf der er 2020 sieben von elf Spielen als Starter bestritt, aber nach einem guten Saisonstart mit Verletzungen zu kämpfen hatte und zwischenzeitlich zum Ersatzspieler degradiert wurde. In der Saison 2021 zeigte Woolen in neun Spielen bessere Leistungen und verzeichnete 25 Tackles, davon 2,5 für Raumverlust, fünf verhinderte Pässe und eine Interception, vier Spiele verpasste er mit einer Armverletzung. Nach der Saison 2021 meldete Woolen sich für den kommenden NFL Draft an und nahm am Senior Bowl teil.

## NFL
Woolen machte NFL-Teams vor allem mit seinen athletischen Fähigkeiten auf sich aufmerksam. Beim NFL Combine lief er den 40 Yard Dash in 4,26 Sekunden, einer der schnellsten jemals beim Combine gemessenen Zeiten. Im NFL Draft 2022 wurde Woolen in der fünften Runde an 153. Stelle von den Seattle Seahawks ausgewählt. Er ging als Stammspieler in seine erste NFL-Saison und konnte früh auf sich aufmerksam machen. Am zweiten Spieltag konnte Woolen gegen die San Francisco 49ers ein Field Goal blocken, woraufhin Seattle ein defensiver Touchdown gelang. In Woche drei fing er kurz vor Ende der ersten Halbzeit gegen die Atlanta Falcons seine erste Interception in der NFL, in der folgenden Woche gelang Woolen bei seiner zweiten Interception ein Pick Six gegen Detroits Jared Goff. Woolen wurde in den Pro Bowl gewählt und führte die Liga mit sechs Interceptions in dieser Statistik zusammen mit anderen Spielern an.
In der folgenden Saison konnte Woolen nicht an die Leistungen aus seinem Rookie-Jahr anknüpfen. Insbesondere wurden ihm zu viele Strafen und fehlende Tackles vorgeworfen. Ihm gelangen 2 Interceptions und 42 Solotackles.
Auch in der Saison 2024 zeigte Woolen eher unbeständige Leistungen. 46 Gesamttackles waren der niedrigste Wert seiner Karriere. Zwar verursachte er etwas weniger Strafen (7) als im Vorjahr (9), dennoch war dieser Faktor erneut Kritikpunkt bei der Bewertung seiner Leistungen. In 14 Spielen lief er als Starter auf das Spielfeld.

### NFL-Statistiken
| Saison                             | Saison | Spiele | Spiele      | Tackles | Tackles | Tackles | Tackles | Interceptions | Interceptions | Interceptions | Interceptions | Interceptions | Fumbles | Fumbles | Fumbles |
| Jahr                               | Team   | Spiele | als Starter | Gesamt  | Solo    | Ast     | Sacks   | PD            | INT           | Yds           | Lng           | TD            | FF      | FR      | TD      |
| ---------------------------------- | ------ | ------ | ----------- | ------- | ------- | ------- | ------- | ------------- | ------------- | ------------- | ------------- | ------------- | ------- | ------- | ------- |
| 2022                               | SEA    | 17     | 17          | 63      | 46      | 17      | 0,0     | 16            | 6             | 47            | 40            | 1             | 0       | 3       | 0       |
| 2023                               | SEA    | 16     | 15          | 53      | 42      | 11      | 0,0     | 11            | 2             | 0             | 0             | 0             | 0       | 2       | 0       |
| 2024                               | SEA    | 15     | 14          | 46      | 32      | 14      | 0,0     | 14            | 3             | 11            | 7             | 0             | 1       | 0       | 0       |
| Gesamt                             | Gesamt | 48     | 46          | 162     | 120     | 42      | 0,0     | 41            | 11            | 58            | 40            | 1             | 1       | 5       | 0       |
| Quelle: pro-football-reference.com |        |        |             |         |         |         |         |               |               |               |               |               |         |         |         |